# .htpasswd
.htpasswd é um arquivo simples usado para armazenar nomes de usuário e senha para autenticação básica do Apache HTTP Server. O nome do arquivo é dado pela configuração no .htaccess, e pode ser qualquer coisa, mas ".htpasswd" é o nome canônico. O nome do arquivo começa com um ponto, porque a maioria dos sistemas operacionais Unix-like considera qualquer arquivo que começa com ponto para ser escondido. Este arquivo é muitas vezes mantido com o comando shell "htpasswd", que pode adicionar, excluir, e atualizar os usuários, e vai codificar corretamente a senha para usar (de modo que é facilmente verificado, mas não revertido de volta para a senha original).
O arquivo é composto de linhas, cada linha corresponde a um par de nome de usuário e senha hash separadas com os dois pontos entre eles. O hash é tipicamente "UNIX crypt" estilo MD5 ou SHA1 como alternativas comuns.
Recursos disponíveis a partir do servidor HTTP Apache pode ser restrito a apenas os usuários listados no arquivo criado pelo.htpasswd.